# Вольневич, Богуслав
Богуслав Вольневич (пол. Bogusław Wolniewicz; 22 сентября 1927 года, Торунь — 4 августа 2017 года, Варшава) — польский философ и логик.
Вольневич работал 1963—1998 профессором в Варшавском университете. Известен в академических кругах как автор переводов на польский язык трудов Людвига Витгенштейна и автор комментарий к Витгенштейну (считается, что в конце 1950-х начал первым в Польше систематически исследовать философию Витгенштейна). С 1990-х годов известен как публицист, связанный с кругом «Радио Мария» (поль.). Критики характеризовали его общественно-политические взгляды как гомофобские, антифеминистские, антисемитские и исламофобские. В поздние годы своей творческой деятельности Вольневич перешёл от вопросов логики и формальной онтологии к философии религии и аксиологии. С 1989 по 1998 годы Вольневич возглавлял кафедру философии религии Варшавского университета, с 1998 года — почётный профессор того же университета.
Богуслав Вольневич был атеистом (определился сам следующим образом: «римский католик — неверующий»)